# Chovena
La chovena o chobena es una danza típica del oriente boliviano, más específicamente de la zona chiquitana, que se luce en las fiestas de carnaval. Es un género musical autóctono perteneciente a la cultura guaraní, con una historia larga propia de la época precolombina.

## Vestimenta
La vestimenta del hombre se basa en un pantalón blanco, abarcas, una camisa y un sombrero. El de la mujer es un vestido blanco con bordes de distintos colores con su sombrero y sus collares
.

## Origen
De origen chiquitano, la chovena como ritmo y danza autóctona ha logrado dispersarse en las regiones chiquitanas, guarayas y moxeñas del oriente boliviano.
Esta danza es de ritmo marcadamente autóctono y de movimientos alegres, frases cortas, constantemente repetidas en compás de 2/4.
Tiene bastantes analogías con el taquirari: sistemas rítmicos y tonales, binarios, sincopados etc. No radamente pentatónicas, que hacen pensar no en un lejano intercambio con la música de la montaña. Desde la colonia el mestizaje es evidente, sobre todo con la aparición del ritmo ternario por lo que será un anacronismo atribuírselo a la chovena originaria.
Esta es una de las danzas más antiguas, tanto de la parte española como de los jesuitas en el proceso de evangelización. Los misioneros lo rescataron y lo preservaron como parte de la musicalización, incluso la sacra. No tenía letra, y le incluyeron violines para lograr una mayor cadencia y sonoridad.

## Descripción de la danza
La chovena se inicia con el ritmo que imponen las flautas, violines, la guitarra y las tamboras. En dos filas, una de mujeres y la otra de hombres, los danzarines inician su recorrido con un semitrote. Las mujeres se toman la cintura. Los hombres levantan las manos dando palmadas que acompañan el ritmo de las tamborillas. Luego los hombres se adelantan a las mujeres, levantando sus sombreros con las dos manos hasta donde alcanzan sus brazos, luego los bajan en señal de reverencia. Luego giran, se colocan el sombrero y vuelven a su posición inicial. Entonces las mujeres avanzan, siempre tomándose con ambas manos la cintura y con ese paso rápido avanzan zarandeando sus cinturas y sonriendo. Pronto, levantan los brazos y empiezan a aplaudir, en ese momento la fila de hombres avanza hasta alcanzarlas y colocarse a su lado. Después, tomándose de las manos de sus respectivas parejas, hombres y mujeres levantan sus manos y con un movimiento rápido forman un círculo, siempre sosteniéndose de las manos. Seguidamente se juntan y separan cual si fuesen abanicos, girando primero de izquierda a derecha y, después, en sentido contrario. Finalmente, se sueltan de las manos y forman parejas, para avanzar otro trecho tomados de la cintura, nuevamente se sueltan y levantan las manos para repetir más allá la coreografía, siempre a ritmo de semitrote.